# Verfügung
Der Begriff Verfügung ist in vielen Staaten in zahlreichen Rechtsgebieten gebräuchlich, seine genaue Bedeutung aber je nach Gebiet unterschiedlich. Häufig steht der Begriff für eine Art der gerichtlichen Entscheidung.

## Zivilrecht
Im Zivilrecht bezeichnet Verfügung Rechtsgeschäfte, die unmittelbar auf ein bestehendes Recht einwirken. Formen der Verfügung sind die Übertragung, die Belastung, die Aufhebung und die inhaltliche Änderung eines Rechts.
- Eine Übertragung liegt vor, wenn ein Recht von einem Inhaber auf einen neuen übergeht. Bspw. geht bei der Übereignung einer Sache das Eigentum vom Veräußerer auf den Erwerber über.

- Eine Belastung liegt vor, wenn ein dingliches Recht zugunsten eines anderen eingeschränkt wird, beispielsweise die Bestellung einer Grundschuld gemäß § 1191 BGB, wenn hierdurch einem Dritten das Recht eingeräumt wird, sich durch Vollstreckung in das Grundstück zu befriedigen.

- Die Aufhebung eines dinglichen Rechts bringt dieses zum Erlöschen.

- Eine Inhaltsänderung liegt vor, wenn der Inhalt des dinglichen Rechts verändert wird, zum Beispiel die Beschränkung der Nutzungsziehung aus einem eingeräumten Nießbrauch. Dies ist jedoch nur beschränkt zulässig, es gilt, den gesetzlichen Rahmen in Form des Typenzwangs der Sachenrechte einzuhalten.

Die meisten Verfügungen wirken auf die sachenrechtliche Rechtslage ein. Beispiele sind die Übereignung von beweglichen Sachen (Fahrnis) (§ 929 ff. BGB) oder Grundstücken (§ 873, § 925 BGB), die Bewilligung der Vormerkung (§ 893 Fall 2 BGB) oder die Bestellung einer Hypothek (§ 1113 BGB).
Es gibt aber auch Verfügungen, die auf schuldrechtliche Rechtslage einwirken. Genannt seien hier zum Beispiel der Erlass (§ 397 BGB), die Abtretung (§ 398 BGB) oder die Übernahme (§ 414 ff. BGB) einer Schuld.
Zur Verdeutlichung und Abgrenzung siehe auch: Verpflichtungsgeschäft, Trennungsprinzip, Abstraktionsprinzip, Verfügungsverbot.

## Öffentliches Recht
Im Verwaltungsrecht, einem Teilgebiet des Öffentlichen Rechts, bezeichnet man mit Verfügung (Abkürzung Vfg.) eine Maßnahme oder Entscheidung einer Behörde. Diese kann, etwa in Form eines Bescheids, nach außen gegeben werden oder als Büroverfügung Anweisungen für den innerdienstlichen Betrieb enthalten.
Beispiele für Verfügungen mit Außenwirkung (Verwaltungsakt):
- Ordnungsverfügung.
- Verfügung an einen Verkehrsteilnehmer, anzuhalten (Weisung im Rahmen der Verkehrsregelung durch einen Amtsträger).

In diesem Bereich wird zwischen (Einzel-)Verfügung und Allgemeinverfügung unterschieden.
Beispiele für Verfügungen mit Innenwirkung (verwaltungsintern):
- Aktenausfertigung eines Schreibens mit Kennzeichnung des Absendedatums und Anordnung eines Termins für die Wiedervorlage.
- Anweisungen für den weiteren Geschäftsgang und/oder die weitere Behandlung eines Verwaltungsvorganges.
- Anweisung an die Behördenkasse, einen Geldbetrag auszuzahlen oder einzuziehen.
- Schlussverfügung bei Beendigung eines abgeschlossenen Vorgangs (Z. d. A. = Zu den Akten).
- Rundverfügung (Circularnote) einer übergeordneten Behörde an die ihr untergeordneten Behörden zwecks allseitiger, gleichmäßiger Kundgabe und Beachtung.

## Strafrecht
Auch das Strafrecht verwendet den Begriff der Verfügung. So setzt zum Beispiel der Tatbestand des Betrugs (§ 263 StGB) eine Vermögensverfügung des Getäuschten voraus.

## Prozessrecht
Im Prozessrecht ist der Begriff mehrdeutig bestimmt. Im Allgemeinen bezeichnet eine Verfügung (Decretalie, Dekretalie) die Arbeitsanweisung des Richters, Rechtspflegers oder eines Sachbearbeiters des Gerichts (beispielsweise eines Kostenbeamten) an den untergeordneten Bereich.  Mit Verfügungen werden unter anderem Anordnungen zur Prozess- oder Verfahrensleitung (Decretur, Dekretur) getroffen.
Im Verfahren nach dem Gesetz über das Verfahren in Familiensachen und in den Angelegenheiten der freiwilligen Gerichtsbarkeit bezeichnet die Verfügung die verfahrensabschließende Entscheidung des Richters oder Rechtspflegers, was sich u. a. aus § 258 Abs. 2 FamFG ergibt.
Davon zu unterscheiden ist die einstweilige Verfügung, die nach den Regeln der Zivilprozessordnung ergeht (siehe dort).
Im Ermittlungs- und Strafverfahren ist die Verfügung eine durch Staatsanwalt, Richter oder Rechtspfleger getroffene Anordnung zur Sachleitung.